# Aliscamps
Els Aliscamps (en occità lis Aliscamp, en francès les Alyscamps) és una necròpolis romana i cristiana de la ciutat d'Arle. El nom prové del llatí Elisii Campi, és a dir Camps Elisis.

## Descripció
De manera inicial, de l'època romana a l'edat mitjana, els Aliscamps han estat una necròpoli pagana i després cristiana situada a l'entrada sud-est de la ciutat d'Arle sobre la via Aurèlia, és a dir fora de la ciutat com la majoria de les necròpolis romanes.
Des de la fi del segle iv, els Aliscamps i el cementiri de Trinquetaille deuen la seva celebritat al màrtir de Genís, sant arlesià, decapitat el 303. Al llarg dels segles aquest lloc es fa tan famós que nombroses persones desitgen ser-hi enterrades, a semblança dels bisbes d'Arle. Els cadàvers baixaven pel curs del Roine sobre petits vaixells per ser-hi inhumats, s'hi adjuntava una suma de diners per remunerar els arlesians que s'encarregaven d'aquests treballs.
Dels segles xi a xiii, aquest cementiri conegut de tota la cristiandat, s'enriqueix de nombroses esglésies com la de sant Honorat, erigida com a resultat de la cessió d'una part de l'indret a la poderosa Abadia de sant Victor de Marsella. Els Aliscamps esdevenen llavors el punt de sortida del pelegrinatge de Compostel·la per als pelegrins provençals. Tanmateix, el 1152, la transferència de les relíquies de sant Tròfim a la catedral de sant Esteve (a partir de llavors de sant Tròfim), en el centre de la ciutat, li pren una part del seu prestigi.

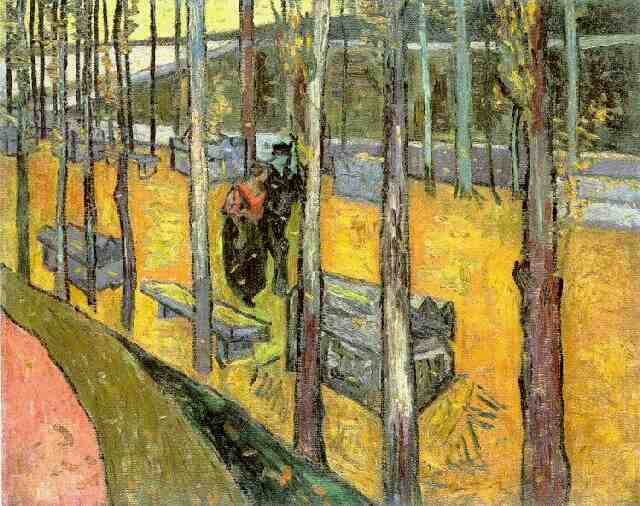
Els Aliscamps pintats per Van Gogh

A partir del Renaixement, els prelats, senyors i reis roben els sarcòfags més ben esculpits per enriquir les seves col·leccions. Un vaixell així encarregat s'hauria enfonsat al Roine cap a la fi del segle xvi a alçada de pont de sant Esperit.
En el transcurs del segle xvi aquest barri és objecte d'una primera transformació amb la construcció del canal de Craponne que alimenta d'aigua la Crau, entre Durance i Roine.
Més recentment, al segle xix, els Aliscamps han estat profundament modificats en el moment de la construcció de la via fèrria París-Lió-Marsella (1848).
Aquest lloc, pintat per Van Gogh i Gauguin, ha esdevingut amb el temps un nou barri d'Arle.